# 랴오후이 (역도 선수)
랴오후이(중국어 간체자: 廖辉, 정체자: 廖輝, 병음: Liào Huī, 한자음: 요휘, 1987년 10월 5일~)는 중화인민공화국의 역도 선수이다. 2008년 하계 올림픽 라이트급 부문에서 금메달을 획득했으며, 세계 역도 선수권 대회에서 3회 우승을 차지했다.

## 생애
후베이성 셴타오시 출신이며, 1997년에 역도를 시작했다. 2000년에 후베이성 역도단에 입단하여 선수 생활을 시작했으며, 2002년 12월에 인민해방군 산하 역도팀인 바이 역도단에 입단했다. 2007년에 처음으로 중국 역도 국가대표팀에 발탁되었으며 그 해 11월에 우한에서 열린 제6회 중화인민공화국 도시운동회에서 주니어 세계 기록 2번 갱신했고, 라이트급(-69kg) 부문에서 금메달을 획득했다. 같은 달에 사모아의 아피아에서 열린 역도 그랑프리를 통해 처음으로 국제 대회에 참가했고 총 335kg을 들면서 말레이시아의 모흐드 파에룰 탈리브와 오스트레일리아의 프랑수아 에툰디를 누르고 우승을 차지했다.
2008년 4월 중국 선수권 대회에서 2004년 하계 올림픽 라이트급 금메달리스트 장궈정을 제치고 우승을 차지하며 올림픽 대표팀 선수가 되었다. 그 해 8월 자국 베이징에서 열린 2008년 하계 올림픽 라이트급에서 인상 158kg와 용상 190kg로 총 348kg를 들어올렸으며, 프랑스의 방셀라스 다바야와 아르메니아의 티그란 마르티로샨을 누르고 금메달을 획득했다.
2009년 11월 대한민국 고양에서 열린 2009년 세계 선수권 대회 라이트급에서 총 346kg를 기록하여 아르메니아의 아라켈 미르소얀과 인도네시아의 트리야트노를 누르고 금메달을 획득했다. 같은 해 12월에는 홍콩에서 열린 2009년 동아시아 경기 대회에 참가하였으며, 대한민국의 김광훈의 뒤를 이어 은메달을 획득했다. 이듬해인 2010년 9월 튀르키예 안탈리아에서 열린 2010년 세계 선수권 대회에서 각각 용상 198kg와 총 358kg을 들어서 라이트급 세계 기록을 갱신하며 우승을 차지했으나 2011년 11월에 국제 역도 연맹이 랴오후이가 금지 약물 볼데논과 안드로스타트리에네디온 양성 반응을 보였다고 발표하면서 2010년 세계 선수권 대회 우승 기록이 말소되었으며, 금메달은 박탈당하고 세계 기록 갱신도 취소되었다. 이로 인해 선수 자격 정지 4년 처분을 받았으나 항소로 인해 2년으로 줄었다.
이후 2013년에 복귀하였고 그 해 3월에 중국 선수권 대회에서 우승을 차지했다. 9월에는 랴오닝성 일대에서 열린 중화인민공화국 전국운동회에서 우승을 차지했으며, 10월에는 폴란드 브로츠와프에서 열린 2013년 세계 선수권 대회에서 인상 160kg, 용상 198kg을 들면서 용상과 종합 세계 신기록을 달성했다. 그는 러시아의 올레크 첸과 조선민주주의인민공화국의 김명혁을 누르며 금메달을 획득했다. 이듬해인 2014년 11월에는 카자흐스탄의 알마티에서 열린 2014년 세계 선수권 대회에서 인상 166kg, 용상 193kg을 들면서 인상과 종합 세계 기록을 갱신했다. 그는 러시아의 첸과 이집트의 무함마드 에하브를 누르며 지난 대회에 이어 우승을 차지했다.
2015년 9월에는 푸저우에서 열린 역도 그랑프리에서 카자흐스탄의 키릴 파블로프와 아이다르 카조프를 꺾고 우승을 차지했으며, 2016년 4월에 중국 선수권 대회에서 우승하는 등 현역 생활을 이어갔으나 2016년 하계 올림픽 참가를 포기했고 그 해 7월에 은퇴를 선언했다. 그러나 그 해 12월에 2020년 하계 올림픽 참가를 목표로 다시 현역 복귀했으며, 2017년 중화인민공화국 전국운동회 우승을 차지했다. 이후 올림픽 대표 선발에서 탈락 후 다시 현역에서 은퇴했다.